# Karl-Anthony Towns
Karl-Anthony Towns   (Piscataway, 15 de novembre de 1995) és un jugador professional de basquetbol Dominicà i Americà juga per als New York Knicks de l'Associació Nacional de Bàsquet (NBA). Va jugar a basquetbol per a l'equip universitari de bàsquet anomenat Kentucky Wildcats, a la Universitat de Kentucky. Durant aquesta època va ser nominat i escollit per al equip de bàsquet nacional de la República Dominicana i per l'equip olímpic als 16 anys, encara que la República Dominicana en última instància, no es va classificar per als Jocs Olímpics de 2012. Va ser seleccionat en la primera ronda del Draft de l'NBA de 2015 pels Minnesota Timberwolves, posteriorment, a la fi de campanya va rebre el premi de jugador novell de l'any (Rookie de l'Any de l'NBA).

## Joventut
Towns va néixer a Piscataway, Nova Jersey, de pare afroamericà, Karl i una mare dominicana, Jacqueline Cruz. Va assistir a l'Escola Theodore Schor el 2009. A Theodore Schor, va repetir el setè grau per tal de guanyar un any addicional de desenvolupament basquetbolístic. El seu pare va jugar al bàsquet a la Universitat de Monmouth i va entrenar a jugar a la Piscataway Technical "High School", on estudiava el cinquè grau.

## Etapa a la High School
Com a jugador novell de la high school de St. Joseph Karl va aconseguir acabar sent el millor equip de l'estat en els anys 2011 i 2012. Posteriorment als dos campionats, a final del 2012 Karl tenia un gran lligam el seu entrenador, John Calipari, i decidia anar a jugar al "College" dels Kentucky Wildcats, sota les ordres del mateix entrenador, qui es va encarregar de que la promesa seguís creixent i que els observadors es fixessin amb ell. Finalment va acabar la temporada amb les següents estadístiques: 20.9 punts, 13.4 rebots i 6.2 taps per partit com a any sènior.

## Etapa al College
Jugant a Kentucky, un equip de gran nivell, Karl tenia els minuts limitats i no tenia altre remei que aprofitar les oportunitats que li donava l'entrenador. Finalment va acabar la temporada amb les següents estadístiques: 10.3 punts i 6.7 rebots en un total de 21.1 minuts per partit. Destacar dos grans actuacions en aquest equip d'en Karl, dos quàdruples-dobles amb les següents estadístiques: 16 punts, 17 rebots, 11 taps i 11 assistències en un partit i 20 punts, 14 rebots, 12 taps i 10 assistències en una altra ocasió.

## Etapa com a jugador professional
Juga a la lliga NBA i al equip de Minnesota Timberwolves des de l'any 2015 fins a l'actualitat.

### Temporada 2015-16: Jugador novell de l'any
Al llarg de la temporada 2014-15, ja es podia observar una possible gran carrera com a jugador de bàsquet, a més a més provenia d'un gran equip universitari. A causa de la qualitat mostrada en el joc al llarg del torneig de la NCAA, essent premiat com a millor jugador defensiu i convertint-se en un millor jugador ofensiu, va aconseguir ser seleccionat pels Minnesota Timberwolves amb la primera selecció global del Draft de l'NBA de 2015. El 7 de juliol de 2015, va signar el seu contracte com a novell amb els Minnesota Timberwolves i es va unir a l'equip per al torneig de l'NBA Summer League a Las Vegas, on en cinc partits, va fer unes estadístiques mitjanes de 12,8 punts i 7,2 rebots per partit.
Oficialment va debutar amb els Timberwolves en l'obertura de la temporada de l'equip contra els Los Angeles Lakers el 28 d'octubre, registrant 14 punts i 12 rebots com a titular en la victòria per 112-111. El següent partit va ser el 30 d'octubre contra els Denver Nuggets, els seus 28 punts i 14 rebots van impulsar als Timberwolves al seu gran inici amb 2-0 (victòries-derrotes). Durant els seus primers 13 partits de la temporada, Karl-Anthony va fer unes estadístiques de 16,0 punts i 10,4 rebots per partit. Aquests números es van reduir a 8,4 punts i 6,0 rebots en els següents cinc partits. Tot i això, el 3 de desembre, va ser nomenat com a millor jugador debutant de la Conferència Oest del mes de novembre i convertir-se en el setè jugador de la NBA que amb els Minnesota Timberwolves guanyava el premi al debutant del mes.
El 5 de desembre, Towns va fer la seva millor actuació des del 30 d'octubre, anotant 27 punts i capturant 12 rebots en la derrota davant els Portland Trail Blazers. Dos partits més tard, el 9 de desembre, va registrar 26 punts i 14 rebots en la victòria per 123-122 en temps extra sobre els Los Angeles Lakers. El 20 de gener de 2016, va assolir ja un alt nivell de joc amb 27 punts i assolint el seu nombre màxim de rebots de la seva carrera amb 17 i 6 taps en la derrota per 106-94 contra els Dallas Mavericks. El 29 de gener, va registrar 32 punts i 12 rebots en la derrota davant els Utah Jazz, convertint-se en el jugador més jove a aconseguir 30 punts i 10 rebots en un partit, des que Kevin Durant ho va fer el 2008. El 2 de febrer, va ser nomenat jugador debutant del mes de la Conferència Oest del mes de gener. El 10 de febrer, va aconseguir un rècord personal de 35 punts en la victòria per 117-112 sobre els Toronto Raptors. Tres dies més tard, va guanyar el concurs d'habilitats (Skills Challenge) de l'All-Star Weekend de l'NBA en una disputada final contra el base Isaiah Thomas, convertint-se en el jugador més alt, més pesat i més jove en guanyar l'esdeveniment. En l'All-Star també va ser nomenat millor jugador del Rookie Challenge. El 27 de febrer, va tenir una actuació de 30 punts i 15 rebots en la victòria per 112-110 sobre els New Orleans Pelicans. Posteriorment, va ser nomenat jugador debutant del mes de la Conferència Oest i junt amb el seu company d'equip Andrew Wiggins van aconseguir aquest reconeixement durant quatre mesos seguits.
En acabar-se la temporada va rebre els reconeixements següents: jugador novell de l'any (Rookie de l'Any de l'NBA) i elegit al millor equip novell de l'any.

## Estadístiques en la seva carrera a l'NBA

### Temporada regular
| Any      | Equip     | PJ  | PT  | MPP  | %TC  | %3P  | %TL   | RPP  | APP | ROB | TPP | PPP  |
| -------- | --------- | --- | --- | ---- | ---- | ---- | ----- | ---- | --- | --- | --- | ---- |
| 2015-16  | Minnesota | 82  | 82  | 32.0 | .542 | .341 | .811  | 10.5 | 2.0 | .7  | 1.7 | 18.3 |
| 2016-17  | Minnesota | 82  | 82  | 37.0 | .542 | .367 | .832  | 12.3 | 2.7 | .7  | 1.3 | 25.1 |
| 2017-18  | Minnesota | 82  | 82  | 35.6 | .545 | .421 | .858  | 12.3 | 2.4 | .8  | 1.4 | 21.3 |
| 2018-19  | Minnesota | 77  | 77  | 31.3 | .518 | .400 | .836  | 12.4 | 3.4 | .9  | 1.6 | 24.4 |
| 2019-20  | Minnesota | 35  | 35  | 33.9 | .508 | .412 | .796  | 10.8 | 4.4 | .9  | 1.2 | 26.5 |
| Total    | Total     | 358 | 358 | 34.4 | .534 | .396 | .831  | 11.8 | 2.8 | .8  | 1.5 | 22.7 |
| All-Star | All-Star  | 2   | 0   | 14.5 | .667 | .286 | 1.000 | 6.5  | .5  | .5  | .0  | 14.0 |

### Playoffs
| Any   | Equip     | PJ | PT | MPP  | %TC  | %3P  | %TL  | RPP  | APP | ROB | TPP | PPP  |
| ----- | --------- | -- | -- | ---- | ---- | ---- | ---- | ---- | --- | --- | --- | ---- |
| 2018  | Minnesota | 5  | 5  | 34.0 | .467 | .273 | .739 | 13.4 | 2.2 | .4  | 1.0 | 15.2 |
| Total | Total     | 5  | 5  | 34.0 | .467 | .273 | .739 | 13.4 | 2.2 | .4  | 1.0 | 15.2 |

## Selecció dominicana
Karl-Anthony Towns formà part de la selecció juvenil de la República Dominicana que participà en el Centrobasket Sub-17 de 2011, i que finalitzaren en cinquè lloc. Towns disputà 4 partits i aconseguí una mitjana de 15,8 punts, 8,5 rebots i 1,5 taps per partit.
Amb tan sols 16 anys, Towns feu el seu debut amb la Selecció absoluta de la República Dominicana en el Centrobasket 2012 a Hato Rey, Puerto Rico. En el seu primer partit amb la selecció, Towns registrà 2 punts, 3 rebots i 3 taps contra Costa Rica. En el campionat, Towns i la Selecció Dominicana es proclamaren campions del Centrobasket 2012, fent-se amb la medalla d'or. Posteriorment, participà en el Torneig Preolímpic FIBA 2012 i en el Campionat FIBA Amèriques de 2013, finalitzant en quart lloc en cada competició.